# ローデンバッハ (マイン＝キンツィヒ郡)
ローデンバッハ (ドイツ語: Rodenbach) は、ドイツ連邦共和国ヘッセン州マイン＝キンツィヒ郡の町村（以下、本項では便宜上「町」と記述する）である。

## 地理

### 位置
ローデンバッハは、ハーナウ近郊、フランクフルト・アム・マインの東約 20 km の、フォアシュペッサルト辺縁部に位置し、その大部分がヘッセン・シュペッサルト自然公園の一部である森によって占められている。同名の小川（ただし下流ではラヒェ川と呼ばれる）の両岸に2つの地区がある。この川は、ローデンバッハ南西部のブーラウの森を流れ、キンツィヒ川に注ぐ。キンツィヒ川はローデンバッハの北をハーナウ方面へ流れ下る。ハーナウ以外の近郊の大きな街としてはランゲンゼルボルトがある。

### 隣接する市町村
ローデンバッハは、北はランゲンゼルボルト、北東はハッセルロート、東はフライゲリヒト（以上、マイン＝キンツィヒ郡）、南はアルツェナウおよびカール・アム・マイン（ともにバイエルン州アシャッフェンブルク郡）、西はハーナウ、北西はエルレンゼー（ともにマイン＝キンツィヒ郡）と境を接している。

### 自治体の構成
ローデンバッハは、人口約 8,700人のニーダーローデンバッハと約 2,400人のオーバーローデンバッハの2地区からなる。
ニーダーローデンバッハの中心部は、主に17世紀から18世紀の木組み建築が建ち並ぶ。歴史的に重要な建築がプロテスタントの教会（1763年 - 1765年に建造）である。この教会は、規則正しい幾何学的な平面と、高いボンネット型屋根を持つ教会塔（塔全体の高さは約 48 m）、ヒルデ・フェルバーによる2つのステンドグラスを有している。教会のすぐ隣（キルヒ通り9番地）には郷土博物館や町立図書館がある。1984年に改修された郷土博物館の建物は、1717年に町長ドルのために建てられたものである。その後100年間は上級営林署の所有となっていた。1835年から1877年まで、町はこの建物を学校として利用したが、その後は住居となった。1737年から1738年に建造された石造りの基礎を持つ木組み建築である旧町役場（現在は空き屋）の前から、ローデンバッハの19の史跡を巡る周遊路がスタートする。
オーバーローデンバッハでは、カトリックの教区教会である聖ペテロ＝パウロ教会（1836年 - 1837年建造）や、18世紀に祀られた 4 体の農村らしい路傍のキリスト十字架像が特筆に値する。キリスト像は、4つの方位を示し、それと同時にキリストのモチーフによって「正しい」人生の方向（素行、行動）をも示している。

## 歴史

### 先史時代、創設期
ローデンバッハの詳細な成立時期は判明していない。ローデンバッハの町域には、石器時代や青銅器時代の集落跡が認められており、リメスが通っていた。集落の名前はおそらく「Rodung am Bach」（小川沿いの開墾地）に由来し、時代と共に Rodenbach に変化したと考えられる。
集落名の最初の文献上の記録は、1025年になされている。Ruogger という名の貴族がゾンボルン（フライゲリヒト町内）、ローデンバッハ（Rudunbachと表記されている）およびゼーリゲンシュタットの所領と、フルダ修道院のリウドルフェスミュンスターおよびゼールハイムの所領とを交換した記録である。同時に、親族のルプレヒトに一部を贈り、自分の代わりとして兵役を委託している。Ruogger は、残りを自らの生活の糧とし、死後にルプレヒトに遺贈するとしている。Ruogger がローデンバッハの全域を有していたのかどうか、彼がこの村を創設したのかどうか、はこの文書からは解らない。

### ローデンバッハの文献記録
さらに確かなローデンバッハの記述は、13世紀に再び現れ、14世紀にその数が増加する。1222年の裁判記録に「Rodinbach の男たち」がマインツのシュテファン修道院とハーナウの森の土地について争っていることが記録されている。リュッキンゲンの騎士ゲルハルト・ルーシェブッシュが、マインツの聖職者会とローデンバッハの所領を争い、失ったが、訴訟を起こしたというものである。
1241年の事例では、ローデンバッハの礼拝堂について初めて言及されている。グロースクロッツェンブルクの司祭であったブルーノという名前の聖職者が、礼拝堂の保護権についてハーナウ伯に苦情を訴えた。ローデンバッハの礼拝堂はグロースクロッツェンブルクの教会の下位機関に過ぎないのだから、新しく任命されるその担当聖職者の任命権はブルーノにあるという内容である。しかしこれに対してハーナウ伯は、すでにこの保護権の行使については履行されており、こうした権利は自らにあると反論した。裁判所は、この主張を受け容れ、ブルーノの訴えを退けた。
1337年にはローデンバッハの教会に関する証拠が初めて現れる。これは、大天使ミカエルに教会を献堂することを許可した聖ミヒャエル教会に対する許可証の断片である。しかし、このミヒャエル教会の建物が1241年に言及されている礼拝堂であるのか、それを増築あるいは建て替えたものであるのかは不明である。

### ニーダーローデンバッハとオーバーローデンバッハの分離
こうした13世紀から14世紀の史料からは、ローデンバッハがすでに2つの集落からなっていたのか、どちらか一方だけであったのかという証拠は見つかっていない。しかし、14世紀から15世紀の文献には、オーバーローデンバッハにマインツのペテロ修道院の土地が記録されており、これに対してニーダーローデンバッハは明らかにハーナウ伯の勢力下にあることが示されている。
ニーダーローデンバッハとオーバーローデンバッハとを区別した最初の文献記録は、1338年のランゲンディーバッハ教区教会（現在のエルレンゼー市内）の収益簿にある「Item in Rodenbach inferiori VI denar」という記述である（inferiori は低位を意味する語であり、Rodenbach inferiori でニーダーローデンバッハを明示している）。この文献には、何が 6 プフェニヒであったのかという記述も、「Rodenbach superiori」すなわちオーバーローデンバッハに関する記載もない。しかし、「ニーダーローデンバッハ」という名前が記載されていることから、1338年には「オーバーローデンバッハ」も存在すると考えるのが自然である。

### 1493年の大火とユダヤ人社会
1493年に大火がこの村を襲い、多くの人命が犠牲となった。多くの家屋の他に、教会もすべての備品と共に破壊された。犠牲者の中に3人のユダヤ人男性と7人のユダヤ人女性が含まれていた。これは、ハーナウ伯が埋葬に関して質問するためにフランクフルトのユダヤ人コミュニティーに質問した2通の書状から判明した。ユダヤ人家族に関する文献上の証拠はその後の世紀にも常に見られ、15世紀末から国家社会主義の時代に至るまで、ローデンバッハにもユダヤ人社会が存在していたことを示している。

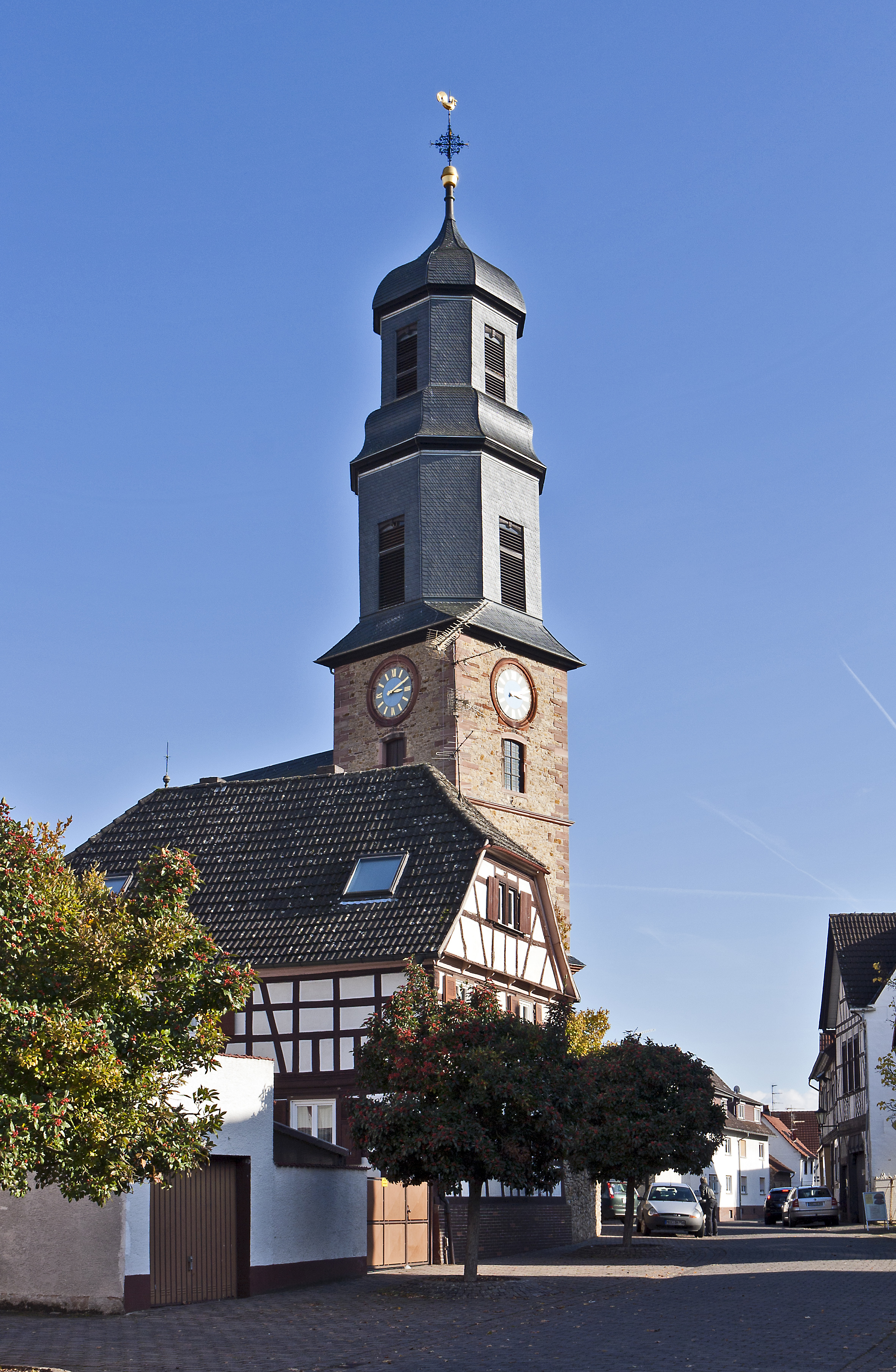
ニーダーローデンバッハのプロテスタント教会

### 宗教改革と学校
ローデンバッハにおける宗教改革のため、ニーダーローデンバッハの牧師ミヒャエル・ヴァインブレンナーが招聘され、1527年に着任し、1556年までこの地にあった。ヴァインブレンナーは、ハーナウ伯領の他の牧師達と同様に、速やかに宗教改革を遂行した。1549年にマインツ大司教の命令によって巡察が行われるまでカトリックに留まっていたのは、伯領内の22の教区の内、わずか5教区だけであった。
しかし、1527年以前にはすでに教会側からの働きかけが必要な状態であった。1525年と最終的には1527年に、ローデンバッハの農民たちが1468年に創設されたヴォルフガング修道院を破壊した。この修道院は、現在はその跡だけが遺されている。修道士たちの理想的とは言い難い素行に対して非難がなされた。暴力や宴会が非難の的となった。農民のこうした行動に対して、ハーナウ伯は処罰を与えなかった。
宗教改革は、宗教上のみならず、社会生活や文化活動、特に教育に影響を及ぼした。これはルターのパンフレットにある「ドイツのすべての街の市参事会にキリスト教の学校を設立し、運営すべきである」という文言に直結していた。ここで、16世紀後半までハーナウにも学校がなかったことに注意すべきである。1606年になってやっと、フランクフルトの最初の学校が記録されている状態であった。一方、ローデンバッハでは早くも1540年頃に学校教育が始まっていたという証拠が見られる。さらに、ニーダーオーデンバッハは、1539年の「聖マルティヌス」の日に、「ハーナウの学校教師に」それまで1年分の報酬 1 ギルダーを支払っている。しかしその後、ハーナウからの請求はなく、こうした支出は記録されていない。1544年に「シュトラスブルクの歌の本」を2冊購入したのも教育の萌芽と見なされている。このうち1冊はもちろん牧師のものだが、もう1冊は助手の手に渡り、合唱が奨励された。最初の本当の学校は、1600年頃の世紀の変わり目にあったことが証明されている。その教師について1599年にすでに最初の記録が遺されている。

### ニーダーローデンバッハとオーバーローデンバッハとの宗教分離
ニーダーローデンバッハとオーバーローデンバッハとの教会分離は、16世紀から17世紀への変わり目に起きた。1596年までオーバーローデンバッハの教会組織は、ニーダーローデンバッハ教区の支教会であり、1527年からミヒャエル・ヴァインブレンナーの働きによってプロテスタント化されていた。この教会組織は、その後短期間ゾンボルン教区に移されたが、1597年には、理由は不明だが、グロースクロッツェンブルク教区に移された。
ゾンボルン、次いでグロースクロッツェンブルク教区への移管に対するマインツのペトロ修道院の関与は、推測の域を出ない。当然ながら「対抗宗教改革」の類が想像される。しかし、ペテロ修道院とハーナウ伯との間の、経済政策をはじめとする様々な面での相違を無視することはできなかった。こうした事情から修道参事会は、「我々の村とハーナウ伯の村とのやり方の違いを明らかにするために、我々が領するオーバーレーデンバッハとハーナウ領のニーダーローデンバッハとの結びつきを遮断し、制限する」 (Paap 80) とした。
しかし、宗教上最も重要なことは、2つの村の宗教的分離だけではなかった。ニーダーローデンバッハでも、プロテスタント系住民の中で宗教的分裂が進行していた。1686年から小規模な福音主義ルター派教会がこの村に設立されたことが証明されている。その起源はこの村への移民に起因している。彼らは1689年に、現在のキルヒ通り4番地、かつての領主の上級営林署に教会兼学校を設け、当時では決して当たり前のことではなかった自由でオープンな宗教行為を行う権利を有していた。1818年のハーナウ連盟によってこれらの教会は大きく改革された組織となった。

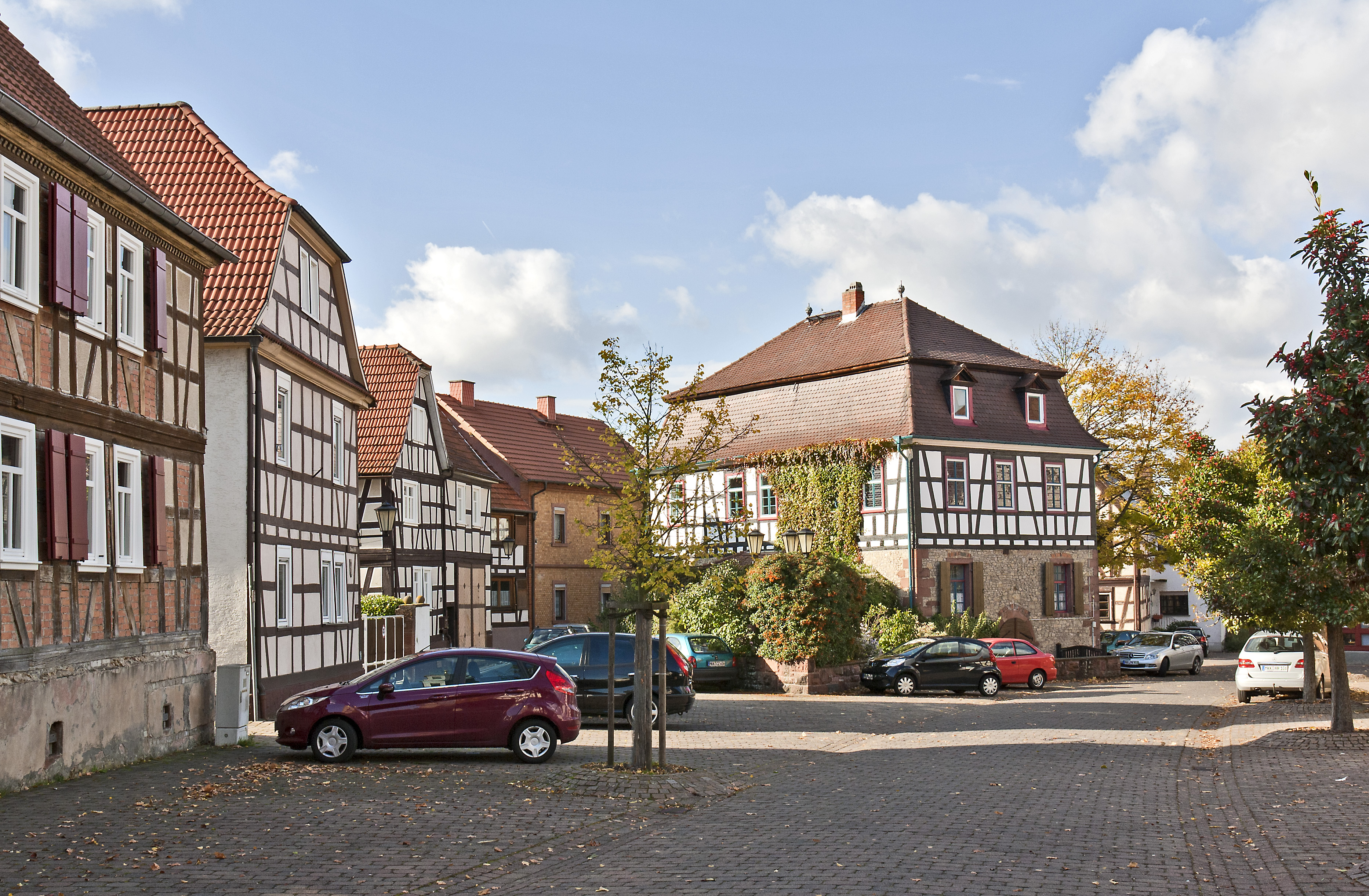
ローデンバッハの中心部キルヒ通り

### 20世紀のローデンバッハ
1970年のヘッセン州の地域再編に伴って、それまで独立した町村となっていたニーダーローデンバッハとオーバーローデンバッハは、ローデンバッハとして合併した。2000年にこの町は、最初に記録が遺されている1025年から数えて975周年を祝った。

### 現代

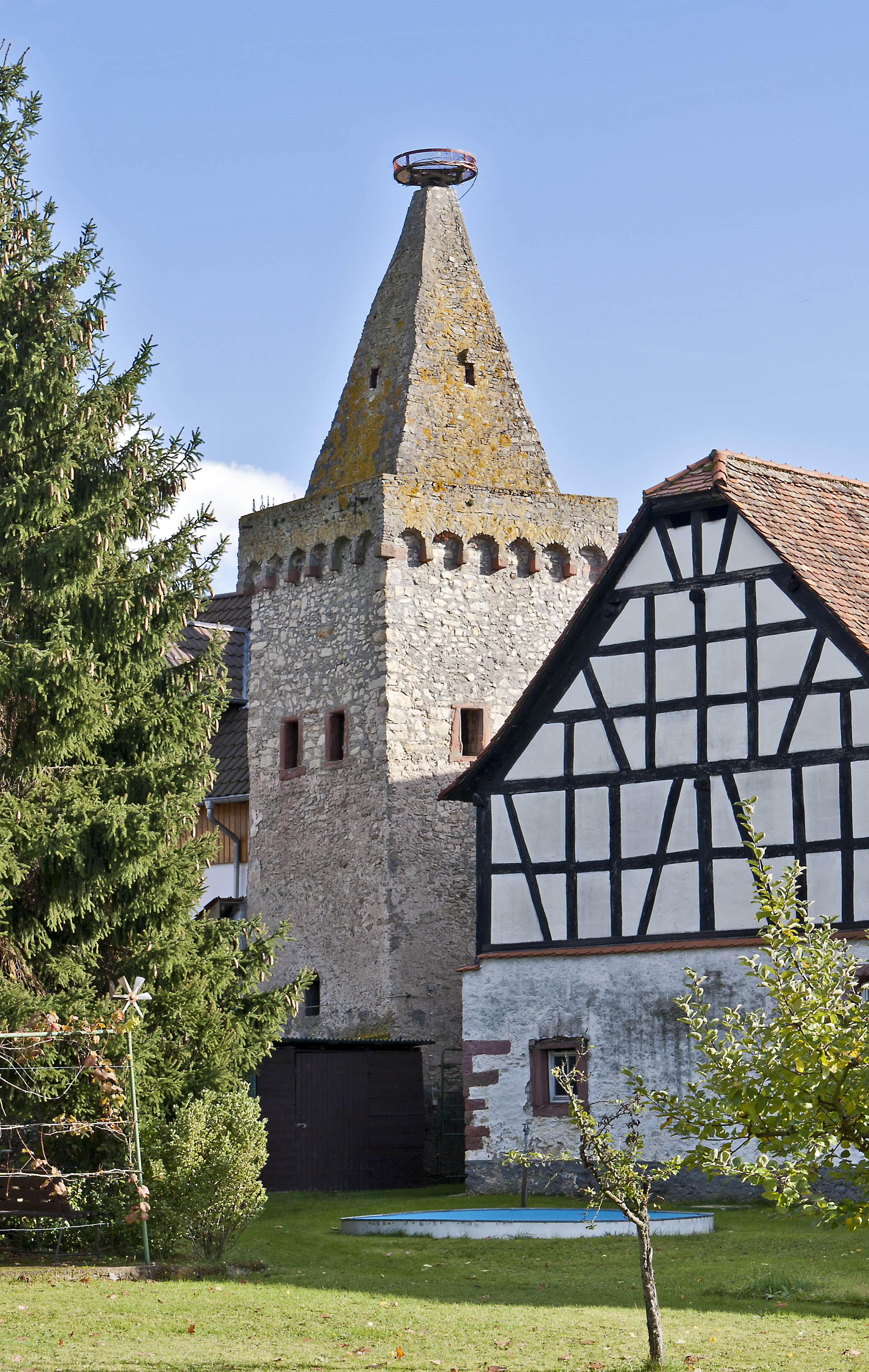
ニーダーローデンバッハの防衛塔。頂上にコウノトリの営巣台が設けられている。

ローデンバッハは、周囲の他の町とは異なり、住宅地の開発が行われていない。2005年に町外れに小さな産業地域が造られた。ここには主に食料品のマーケットや専門店センターが設けられている。
この町は、良く整備されたインフラストラクチャがある。アドルフ・ライヒヴァイン基礎課程・本課程・実科学校や多くの幼稚園がある。また、一般医や専門医、薬局、手工業者、飲食店、小売店も多くある。
約100団体のクラブやサークル、協会が住民に多彩な余暇の過ごし方を提供している。特筆すべきは、旧い町の中心地にある近代的で大規模な図書館や、プールをはじめとする様々なスポーツ施設である。周囲は、散策やジョギングあるいは自転車・オートバイでのツーリングに好適な条件を備えている。ブーフベルク塔からはマイン＝キンツィヒ郡ごしにハーナウやフランクフルト・アム・マイン、タウヌス山地に至る素晴らしい景観が得られる。
町の公報紙は「ローデンバッハ・クーリエ」という。この公報誌は毎週刊行されており、公報や教会からのお知らせの他、様々なサークル報告も掲載されている。
近年ニーダーローデンバッハ郊外のキンツィヒ＝アウ＝ヴィーゼにコウノトリが再び飛来するようになった。かつてはとても多くのコウノトリが営巣していた場所の周辺に、営巣場所の準備を行い、コウノトリが再び観察できるようになった。ニーダーローデンバッハの防衛塔にあるコウノトリの巣がこの町の象徴になっているが、抱卵するつがいによる利用はない。

## 行政

### 議会
ローデンバッハの町議会は、31議席からなる。

## 関連図書
- Georg Dehio: Handbuch der Deutschen Kunstdenkmäler, Bd. Hessen bearbeitet von Magnus Backes, 2. bearbeitete Auflage, 1982
- Gemeindevorstand der Gemeinde Rodenbach (Hrsg.) mit Unterstützung des Rodenbacher Geschichtsvereins e.V. Festschrift: 975 Jahre Rodenbach. 1025–2000, 2000
- Isolde Mühlfeld-Walter: In Oberrodenbach daheim. Das einmalige Dorf Oberrodenbach. Geschichte(n) der älteren Häuser und deren Bewohner 1990
- Michael Paap: Chronik der Gemeinde Ober- und Niederrodenbach 1025–1945. Hg. v. Rodenbacher Geschichtsverein e.V., 1993
- Heinz Reusswig: Damals begann unsere Gegenwart, Niederrodenbach in der Nachkriegszeit. Hg. v. Rodenbacher Geschichtsverein e.V., 2006
- Rodenbacher Geschichtsverein e.V. (Hrsg.): Alt-Rodenbach. Geschichte in Bildern., 1984
- Friedrich Wilhelm Schlott: Niederrodenbach wie es einmal war. Die Geschichte eines alten Dorfes. 1970

これらの文献は、翻訳元であるドイツ語版の参考文献として挙げられていたものであり、日本語版作成に際し直接参照してはおりません。